# Jacques Leguerney
Jacques Leguerney (geb. 19. November 1906; gest. 10. September 1997) war ein französischer Komponist, der vor allem für sein Liedschaffen bekannt ist.

## Biografie
Jacques Leguerney studierte für kurze Zeit bei Nadia Boulanger. Beeinflusst wurde er auch von Albert Roussel und Francis Poulenc, der zu Lebzeiten ein enger Freund war. Seine Kunstlieder waren im Repertoire von Sängern wie Gérard Souzay, Geneviève Touraine und Pierre Bernac, dem amerikanischen Bariton Kurt Ollman und der Pianistin Mary Dibbern. Neben seinen Kunstliedern schrieb er auch Orchestermusik, darunter das Ballett Endymion, gefolgt vom Ballett La Vénus noire, das ein Auftragswerk der Pariser Oper war. Nachdem die Pariser Oper dieses Ballett, das er als sein Meisterwerk betrachtete, nicht produzierte, stellte Leguerney das Komponieren ein.

## Werke
Jacques Leguerneys hat mehr als 50 Lieder geschrieben, die meisten nach Versen von französischen Dichtern des 16. Jahrhunderts: Vingt poèmes de la Pleiade, La nuit, Le carneval. Sein kompositorisches Schaffen erstreckt sich aber auch auf andere Genres: Klavierfantasie, Quartett, Ballett und auch einen Psalm.
- 1928: „D’une fontaine“ Philippe Desportes, in „Poèmes de la Pléiade, 8e Recueil,“ Éditions Max Eschig, 1988.
- 1928: „Le Tombeau de Ronsard“ Pierre de Ronsard, in „Poèmes de la Pléiade, 8e Recueil,“ Éditions Max Eschig, 1988.
- 1928: „Sur la mort de Diane“ Philippe Desportes, in „Poèmes de la Pléiade, 8e Recueil,“ Éditions Max Eschig, 1988.
- 1929: „Avril“ Rémy Belleau, in „Poèmes de la Pléiade, 8e Recueil,“ Éditions Max Eschig, 1988.
- 1930: „Nuit d’été“ Albert Samain, in „Quatre Mélodies,“ Éditions Max Eschig, 1988.
- 1942: "Ma douce jouvence est passée" Pierre de Ronsard," in "Poèmes de la Pléiade, 2e Recueil," Éditions Salabert, 1950 et 1989.
- 1942: „Nous ne tenons“ Pierre de Ronsard, in „Poèmes de la Pléiade, 7e Recueil,“ Éditions Max Eschig, 1989.
- 1943: „Au sommeil“ Philippe Desportes, in „Poèmes de la Pléiade, 1er Recueil,“ Éditions Salabert, 1950 et 1989.
- 1943: „Genièvres hérissés“ Pierre de Ronsard, in „Poèmes de la Pléiade, 1er Recueil,“ Éditions Salabert, 1950 et 1989.
- 1943: „Je me lamente“ Pierre de Ronsard, in „Poèmes de la Pléiade, 1er Recueil,“ Éditions Salabert, 1950 et 1989.
- 1943: „Je vous envoie“ Pierre de Ronsard, dans les „Poèmes de la Pléiade, 1er Recueil,“ Éditions Salabert, 1950 et 1989.
- 1943-1947: Poèmes de la Pléiade, cycle de mélodies tirées de textes de Pierre de Ronsard (1524–1585)
- 1945: „Fantaisie pour piano“
- 1947: „Endymion“ ballets pour l’opéra
- 1948: „Quatuor à cordes“ en ré mineur
- 1951: „La Solitude“, quatre mélodies tirées de textes de Théophile de Viau (1590–1626)
- 1952: „Le Carnaval“, trois mélodies tirées de textes de Marc-Antoine Girard de Saint-Amant (1594–1661)
- 1954: „Psaume LXII“ de David
- 1963: „La Vénus noire“ (nicht aufgeführt)

## Diskographie (Auswahl)
- Jacques Leguerney: Mélodies de la Renaissance. Mary Dibbern at the piano with Lisa Bonenfant, soprano and Kurt Ollmann, baritone. Harmonia Mundi France —Action Musicale Seita. (HMC 1171, stereo.) Die Aufnahme entstand in Zusammenarbeit mit dem Komponisten.
- Jacques Leguerney: Mélodies, vol. 2. Mary Dibbern with Deborah Massell, soprano and Kurt Ollmann, baritone. Harmonia Mundi France—Action Musicale Seita. (HMC 1172, stereo.) Die Aufnahme entstand in Zusammenarbeit mit dem Komponisten.
- 28 Mélodies of Jacques Leguerney. Claves and Radio Suisse Romande-Espace 2 (Claves CD 50-9618). Mary Dibbern mit Danielle Borst (Sopran), Brigitte Balleys (Mezzosopran) und Philippe Huttenlocher (Bariton).